# The Immaculate Collection
The Immaculate Collection je prva kompilacija najvećih hitova američke pjevačice Madonne izdana 13. studenog 1990. pod Sire Recordsom. Kompilacija je sadržavala novije obrade Madonninih hitova od 1983. – 1990. i dvije nove pjesme: "Justify My Love" i "Rescue Me". Na albumu se našlo 8 od ukupnih 12 njenih broj 1 hitova u SAD-u.
To je Madonnin najprodavaniji album u SAD-u. Prodan je u više od 10 milijuna kopija i zaradio je dijamantnu certifikaciju. U UK je prodan u 3.6 milijuna primjeraka što je Madonni donijelo 12x platinastu certifikaciju,a album je postao 10. najprodavaniji album svih vremana u UK. Inače, to je najprodavanija kompilacija svih vremena jedne ženske izvođačice, s prodanih više od 30 milijuna kopija u cijelom svijetu.

## O albumu
Album se prvo trebao zvati Ultra Madonna, ali je to promijenjeno zbog sličnosti s imenom dance izvođača Ultra Nate. Madonnina posveta na albumu "The Pope, my divine inspiration" (u doslovnom prijevodu: "Papi, mojoj božanskoj inspiraciji") je uvjerila mnoge ljude da je album posvetila Papi Ivanu Pavlu II, ali je zapravo album bio posvećen njenom bratu Christopheru Cicconeu, koji je proveo cijelu godinu sa sestrom na turneji. The Pope je bio nadimak Christophera. Zanimljivost oko produkcije albuma je ta da su pjesme obrađivane s Qsoundom (osim dvije nove pjesme).
Kako nije bilo dosta mjesta na CD-u za sve njene singlove i hitove, neke pjesem su izbačene poput: "Burning Up", "Angel", "Dress You Up", "True Blue", "Who's That Girl", "Causing a Commotion", "Everybody", "Oh Father", "Keep It Together" i "Hanky Panky".
"Justify My Love" je postao prvi singl koji je promovirao album. Singl je izazvao senzaciju oko videa punog seksualnih scena i kontroverzije s obzirom na to tko ju je napisao. To su bili Ingrid Chavez sa zaslugama za dio teksta i većinom Lenny Kravitz. Pjesma je dospjela na 1. mjesto Billboard Hot 100, a u UK na 2. mjesto. Drugi singl je također uspjeo ući u prvih 10 najboljih singlova.
Zamjerke su bile na obrade hitova i nedostatak Madonninih hitova koji se nisu našli na kompilaciji.
Na kraju 90-ih, nakon prodanih preko 20 milijuna primjeraka, Guinnessova knjiga rekorda je proglasila najprodavanijomhit kompilacijom jeden solo izvođačice i stavljen je pod albume milenija. 2003. je "Rolling Stone Magazine" postavio kompilaciju na 278. mjesto "500 najboljih albuma svih vremena". "British Phonographic Industry" je 2006. proglasio kompilaciju najprodavanijim albumom ženske izvođačice u britanskoj povjesti, i 10. najprodavanijim albumom svih vremena u UK.

## Singlovi
| Naziv             | Datum             | Prodano kopija |
| ----------------- | ----------------- | -------------- |
| "Justify My Love" | 6. studenog 1990. | 3.215.000      |
| "Rescue Me"       | 26. veljače 1991. | 1.150.000      |

## Popis pjesama
| 1.    | »Holiday«           | Curtis Hudson, Lisa Stevens             | John Benitez             | 4:04 |
| 2.    | »Lucky Star«        | Madonna                                 | Reggie Lucas             | 3:36 |
| 3.    | »Borderline«        | Reggie Lucas                            | Reggie Lucas             | 3:59 |
| 4.    | »Like a Virgin«     | Tom Kelly, Billy Steinberg              | Nile Rodgers             | 3:11 |
| 5.    | »Material Girl«     | Peter Brown, Robert Rans                | Nile Rodgers             | 3:53 |
| 6.    | »Crazy for You«     | John Bettis, Jon Lind                   | John Benitez             | 3:44 |
| 7.    | »Into the Groove«   | Madonna, Stephen Bray                   | Madonna, Stephen Bray    | 4:08 |
| 8.    | »Live to Tell«      | Madonna, Patrick Leonard                | Madonna, Patrick Leonard | 5:16 |
| 9.    | »Papa Don't Preach« | Brian Elliot, Madonna                   | Madonna, Stephen Bray    | 4:09 |
| 10.   | »Open Your Heart«   | Madonna, Gardner Cole, Peter Rafelson   | Madonna, Patrick Leonard | 3:49 |
| 11.   | »La Isla Bonita«    | Madonna, Patrick Leonard, Bruce Gaitsch | Madonna, Patrick Leonard | 3:48 |
| 12.   | »Like a Prayer«     | Madonna, Patrick Leonard                | Madonna, Patrick Leonard | 5:50 |
| 13.   | »Express Yourself«  | Madonna, Stephen Bray                   | Madonna, Stephen Bray    | 4:02 |
| 14.   | »Cherish«           | Madonna, Patrick Leonard                | Madonna, Patrick Leonard | 3:52 |
| 15.   | »Vogue«             | Madonna, Shep Pettibone                 | Madonna, Shep Pettibone  | 5:17 |
| 16.   | »Justify My Love«   | Lenny Kravitz, Ingrid Chavez, Madonna   | Lenny Kravitz            | 5:00 |
| 17.   | »Rescue Me«         | Madonna, Shep Pettibone                 | Madonna, Shep Pettibone  | 5:31 |
| 73:34 |                     |                                         |                          |      |

## Uspjeh na ljestvicama i certifikacije
| Država                 | Pozicija |
| ---------------------- | -------- |
| Australija             | 1        |
| Austrija               | 6        |
| Danska                 | 5        |
| Finska                 | 6        |
| Francuska              | 2        |
| Italija                | 2        |
| Kanada                 | 1        |
| Mađarska               | 6        |
| Nizozemska             | 13       |
| Njemačka               | 10       |
| Španjolska             | 5        |
| Švedska                | 8        |
| Švicarska              | 3        |
| Ujedinjeno Kraljevstvo | 1        |
| US Billboard 200       | 2        |

| Država                 | Certifikacija  |
| ---------------------- | -------------- |
| Argentina              | 5× Platinasta  |
| Australija             | 12× Platinasta |
| Austrija               | Platinasta     |
| Brazil                 | 2× Platinasta  |
| Danska                 | Platinasta     |
| Finska                 | 2× Platinasta  |
| Francuska              | Dijamantna     |
| Kanada                 | 7× Platinasta  |
| Nizozemska             | 3× Platinasta  |
| Novi Zeland            | 7× Platinasta  |
| Njemačka               | 3× Zlatna      |
| Španjolska             | 3× Platinasta  |
| Švedska                | Zlatna         |
| Švicarska              | Platinasta     |
| Ujedinjeno Kraljevstvo | 12× Platinasta |
| Sjedinjene Države      | 10× Platinasta |

### Singlovi
| 1990                                              | "Justify My Love" | 1 | 1 | 4  | 9 | 1 | 17 | 10 | 3  | 3  | 2 | - US: Platinasta - KAN: Zlatna - UK: Srebrna |
| 1991                                              | "Rescue Me"       | 9 | 6 | 16 | — | 7 | 21 | 21 | 15 | 11 | 3 | - US: Zlatna                                 |
| "—" nije izdana ili se nije pojavila na ljestvici |                   |   |   |    |   |   |    |    |    |    |   |                                              |